# 타사다이족
타사다이족(Tasaday族)은 필리핀의 민다나오섬에 거주하는 원주민 부족이다. 이들은 이 섬의 다른 토종 집단과 마찬가지로 루마드족 집단에 속하는 것으로 여겨져 왔다. 1971년에 외부 문명의 영향을 받지 않고 석기 시대의 문화를 그대로 간직한 부족으로 발견되어 세계에서 화제가 되었으나, 페르디난드 마르코스 정권이 붕괴된 후 조사가 이루어진 결과 전부 날조된 것으로 밝혀졌다. 그 문제는 여전히 논쟁이 되고 있다. 그들의 언어는 주변 부족에 비해 뚜렷한 특징을 가지고 있다. 언어학자들은 200년 전에 인근한 마노보 어에서 갈라져 나온 것이라고 믿고 있다.
대한민국에서는 문화방송의 일요 프로그램인 《신비한TV 서프라이즈》의 2010년 8월 15일 방송분(428회)에 소개된 적 있다.